# 바르샤바 게토

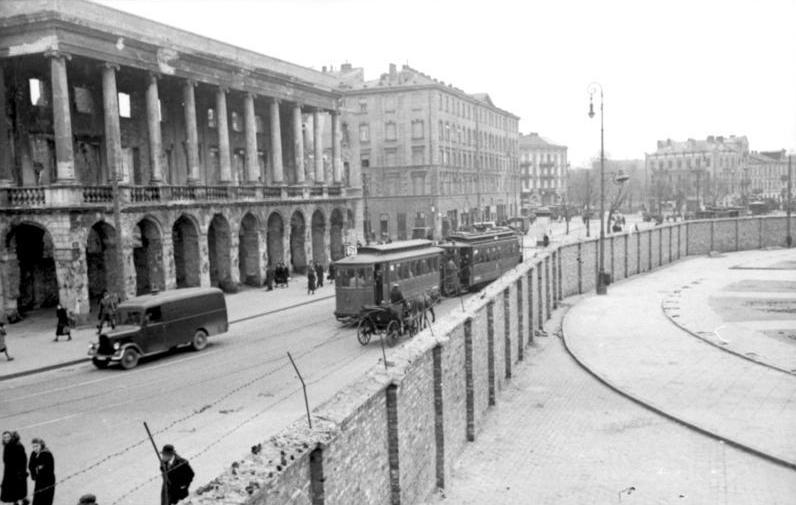
1941년 5월 24일, 도시의 "아리아" 쪽에 있는 폭격으로 파괴된 루보미르스키궁 (왼쪽)이 보인다. 바르샤바 게토의 벽돌 벽이 철문광장을 나누고 있다.

바르샤바 게토(독일어: Warschauer Ghetto, 폴란드어: Getto warszawskie)는 제2차 세계 대전과 홀로코스트 동안 가장 큰 나치 게토였다. 1940년 11월 독일에 의해 점령된 폴란드의 새로운 총독 정부 영토 내에 설립되었다. 절정기에는 460,000명에 달하는 유대인이 수감되어 있었으며,  방당 평균 9.2명이 수용되어 있었다. 이러한 수용자들은 빈약한 식량 배급으로 간신히 연명했다. 면적은 3.4 km2 (1.3 mi2)다.